# Flockaveli
Flockaveli — дебютный студийный альбом американского рэпера Waka Flocka Flame, изданный 5 октября 2010 г. лейблами 1017 Brick Squad Records, Warner Bros. Records и Asylum Records. Название пластинки является отсылкой на итальянского политического мыслителя Никколо Макиавелли, в честь которого Тупак незадолго до своей смерти сменил свое сценическое имя на Makaveli.
Релиз дебютировал на 6 месте чарта Billboard 200 с результатом в 37 тыс. проданных копий за первую неделю. Большинство критиков оценили релиз положительно. 25 ноября 2015 года вышел микстейп Flockaveli 1.5 . По состоянию на 15 августа 2011 года в США было продано 400 000 копий альбома.

## Синглы и видеоклипы
25 декабря 2009 г. был выпущен первый сингл «O Let's Do It». Трек занял 62-ю строчку чарта Billboard Hot 100. В записи официального ремикса участвовали Рик Росс и Gucci Mane.
13 мая был выпущен сингл "Hard in da Paint". В июле состоялась премьера видеоклипа. В записи официального ремикса приняли участие Ciara и Gucci Mane.
17 августа вышел "No Hands". Трек занял 13-е место в Billboard Hot 100. 
15 февраля 2011 года был выпущен сингл «Grove St. Party». Он оказался на 74-м месте чарта Billboard Hot 100.
Также сняты видеоклипы на такие треки, как "Snake in the Grass","Bustin' at Em", "For My Dawgs", и "Live by The Gun".

## Список песен
| #   | Название                                                                                         | Продюсер(ы)                                      | Продолжительность |
| --- | ------------------------------------------------------------------------------------------------ | ------------------------------------------------ | ----------------- |
| 1.  | «Bustin' at 'Em»                                                                                 | Lex Luger ; Joshua «SouthSide» Luellen (сопрод.) | 4:03              |
| 2.  | «Hard in da Paint»                                                                               | Lex Luger                                        | 4:06              |
| 3.  | «TTG (Trained to Go)» (с участием French Montana , YG Hootie, Joe Moses, Suge Gotti и Baby Bomb) | Lex Luger                                        | 5:05              |
| 4.  | «Bang» (с участием YG Hootie и Slim Dunkin)                                                      | Lex Luger; Tay Beatz (сопрод.)                   | 4:23              |
| 5.  | «No Hands» (с участием Roscoe Dash и Wale)                                                       | Drumma Boy                                       | 4:22              |
| 6.  | «Bricksquad» (с участием Gudda Gudda)                                                            | Lex Luger                                        | 3:57              |
| 7.  | «Fuck the Club Up» (с участием Pastor Troy и Slim Dunkin)                                        | Joshua «SouthSide» Luellen                       | 4:39              |
| 8.  | «Homies» (с участием YG Hootie, Popa Smurf и Ice Burgandy)                                       | Prince и Purps                                   | 4:54              |
| 9.  | «Grove St. Party» (с участием Kebo Gotti)                                                        | Lex Luge                                         | 4:10              |
| 10. | «O Let’s Do It» (с участием Lil Capp)                                                            | L-Don Beatz                                      | 4:08              |
| 11. | «Karma» (с участием YG Hootie и Popa Smurf)                                                      | Lex Luger                                        | 3:52              |
| 12. | «Live by the Gun» (с участием RA Diggs и Uncle Murda)                                            | Lex Luger                                        | 4:09              |
| 13. | «For My Dawgs»                                                                                   | Cedric «Yayo» Herbert                            | 3:21              |
| 14. | «G-Check» (с участием YG Hootie, Bo Deal и Joe Moses)                                            | Lex Luger                                        | 4:18              |
| 15. | «Snake in the Grass» (при участии Cartier Kitten)                                                | Lex Luger                                        | 2:58              |
| 16. | «Smoke, Drank» (с участием Mouse и Kebo Gotti)                                                   | Lil Jon ; NIKO (сопрод.)                         | 4:32              |
| 17. | «Fuck This Industry»                                                                             | Lex Luger                                        | 5:09              |